# Karol Dance
Karol Jesús Lucero Venegas (né le 17 avril 1987 à Santiago), mieux connu sous le nom Karol Dance, est un animateur de radio et animateur de télévision chilien.

## Filmographie

### Télévision

#### Émissions
- 2008-2013 : Yingo (Chilevisión) : Participant (2008-2010) / Coanimateur (2010-2011) / Animateur (2011-2013)
- 2010-2014 : Sin vergüenza (Chilevisión) : Animateur
- 2010 : Fiebre de Baile III (Chilevisión) : Participant (éliminé)
- 2014-présent : Sin Uniforme (Etc TV) : Animateur
- 2015-présent : Mucho gusto (Mega)

#### Séries
- 2008 : Nikolais, diario de un pokemón (Terra) : Karol Dance (Antagoniste)
- 2010 : Amor virtual (Chilevisión) : Mateo (Protagoniste)
- 2010 : Don Diablo (Chilevisión) : Ángel Bonilla (Protagoniste)
- 2011 : Vampiras (Chilevisión) : Nicolas "Nico" Zurricueta (Protagoniste)
- 2013 : Graduados (Chilevisión) : Lui-même

## Bandes originales
- Necesito de tu amor (2008) - Karol Lucero
- Lolita (2009) - Karol Lucero et C4
- Heroes de la noche (2009) - Karol Lucero et Rodrigo Avilés
- Me Fallaste (2009) - Karol Lucero
- Amor Virtual (2010) - Karol Lucero, Rogrigo Avilés et Gianella Marengo
- De la amistad al Amor (2010) - Karol Dance